# HSPA2
HSPA2‏ (Heat shock protein family A (Hsp70) member 2) هوَ بروتين يُشَفر بواسطة جين HSPA2 في الإنسان.